# Роблес, Хосе

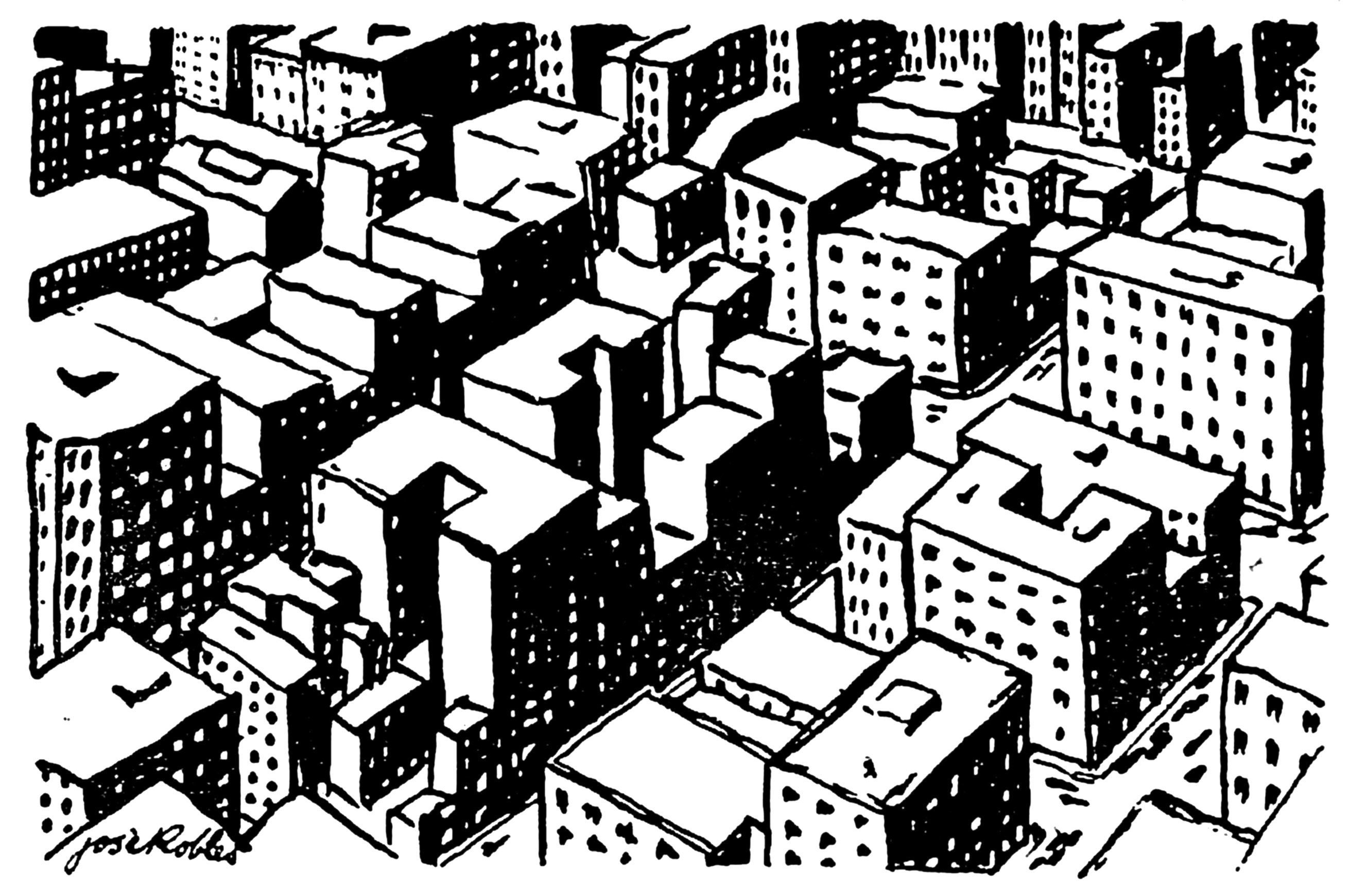
Центр города, рисунок Роблеса, 1928 год.

Хосе Роблес Пасос (Сантьяго де Компостела, 1897—1937) — испанский писатель, учёный и независимый левый активист.

## Биография
Роблес родился в аристократической семье и придерживался левых взглядов, что вынудило его покинуть Испанию и отправиться в США.
В 1920-х годах он преподавал в Университете Джонса Хопкинса, где подружился и стал другом и переводчиком испанского языка писателя Джона Дос Пассоса, который в то время также поддерживал левых радикалов. Его перевод романа «Манхэттен» до сих пор считается образцовым. Он также перевел некоторые произведения Синклера Льюиса.
Когда началась гражданская война в Испании, Роблес находился в отпуске в Испании. Он поддержал Испанскую республику, но его независимые и откровенные взгляды привели его к конфликту с эмиссарами Советского Союза, которые получали все больший контроль над республиканским правительством.
В начале 1937 года Роблес исчез. Американская журналистка левого толка Жозефина Хербст, посетившая тогда фронт Гражданской войны, узнала, что он был арестован и расстрелян по обвинению в том, что он был «шпионом франкистов», и передала эту информацию Эрнесту Хемингуэю и Дос Пассосу, находившимся в Мадриде. Точные обстоятельства его смерти так и не были выяснены, а обвинение в шпионаже в пользу националистов подвергалось сомнению. Предполагалось, что он был среди многих других левых (например, Андреса Нина), убитых советскими агентами НКВД во главе с Александром Орловым за независимую позицию в то время.
В письме редактору, опубликованном в The New Republic в июле 1939 года, Дос Пассос писал, что лишь добравшись до Мадрида (проведя неделю в Валенсии), он узнал, что Роблес был казнён «специальным отделом», якобы за то, что открыто обсуждал военные планы в кафе.
Согласно исследованию писателя Стивена Коха, настоящая причина убийства Роблеса заключалась в том, что он был переводчиком Яна Карловича Берзина, старшего советского военного посланника в Испании, который не знал испанского языка. Когда Берзин вступил в спор с Орловым об относительном приоритете сохранения боеспособности испанских республиканских сил по сравнению с проведением чисток НКВД от испанских анархистов, ПОУМ и т. д., и в результате потерял благосклонность Сталина, тогда Роблес в этой ситуации оказался слишком неудобным свидетелем, так как хорошо зная о действиях НКВД в Испании, он их не одобрял.
Казнь Роблеса привела к разрыву между Хемингуэем и Дос Пассосом, которые ранее были друзьями. Хемингуэй оправдал убийство, как «необходимость во время войны», тогда как Дос Пассос, озлобленный смертью своего друга, вообще отвернулся от левых и стал склоняться вправо.
Последние дни Роблеса перед исчезновением показаны в фильме 2012 года «Хемингуэй и Геллхорн» .